# Estación de Aventura
Aventura es una estación de Brightline en Ojus, Florida. Está ubicado en la carretera Dixie, al oeste del Aventura Mall y la ciudad de Aventura. La estación está construida en un terreno comprado por Brightline (entonces conocido como Virgin Trains USA) y donado al condado de Miami-Dade, que financió una parte de la construcción con $76 millones. El 3 de septiembre de 2020 se llevó a cabo una ceremonia de inauguración. Antes de la suspensión continua del servicio de Brightline debido a la pandemia de COVID-19, se esperaba que la estación abriera en el otoño de 2021. El 20 de diciembre de 2022 se llevó a cabo una ceremonia de inauguración. A pesar de una fecha de apertura programada para el 21 de diciembre de 2022, el servicio de pasajeros no comenzó hasta unos días después, el 24 de diciembre de 2022, debido a algunos toques finales de última hora en la estación.
El servicio entre ciudades se brinda a MiamiCentral en aproximadamente 17 minutos, y los trenes circulan tan al norte como West Palm Beach hasta que se abra la extensión de Orlando en 2023. La estación tiene 3200 m2 en un sitio de 3 acres. Hay 240 espacios de estacionamiento en la estación, así como también una parada de autobús del Miami-Dade Transit. El servicio de transporte de cortesía está disponible desde y hacia el centro comercial. Brightline también ha comenzado el diseño de otro puente que conectará la plataforma con Aventura Mall en el futuro.
Se espera que la estación de relleno sirva en el futuro como terminal de los servicios de trenes de cercanías planificados en los condados de condado de Miami-Dade y el condado de Broward. La línea Miami-Dade correría entre Aventura y MiamiCentral, y la línea Broward operaría tan al norte como Deerfield Beach.